# 2040 Chalonge
2040 Chalonge (1974 HA) là một tiểu hành tinh vành đai chính được phát hiện ngày 19 tháng 4 năm 1974 bởi Wild, P. ở Zimmerwald.